# Fourqueux
Fourqueux korábbi község (település) Franciaországban, Yvelines megyében. 2019. január 1-jén egyesült Saint-Germain-en-Laye várossal, és az így, azonos néven létrejött Saint-Germain-en-Laye új község része lett.
Lakosainak száma 3944 fő (2018. január 1.). Fourqueux Chambourcy, L’Étang-la-Ville, Mareil-Marly, Saint-Germain-en-Laye és Saint-Nom-la-Bretèche községekkel határos.

## Népesség
A település népességének változása:
| Lakosok száma | 4035 | 3996 | 4230 | 3988 | 3944 |
|               | 2013 | 2015 | 2016 | 2017 | 2018 |